# ماركوس سينا
ماركوس سينا ، من مواليد 17 يوليو 1976 في ساو باولو في البرازيل، لاعب كرة قدم إسباني سابق من أصل برازيلي.
يلعب مع نادي فياريال منذ عام 2002.
بدأ باللعب مع منتخب إسبانيا لكرة القدم في عام 2006.
فياريال
ولد في ساو باولو، بدأ سينا مسيرته مع ريو برانكو كلوب. بعد ان لعب لعدد من الأندية البرازيلية في بداية مسيرته انتقل إلى الجانب الأسباني فياريال في عام، من ساو كايتانو. وبعد بداية بطيئة (25 مباراة فقط في الدوري الأسباني له أول موسمين معا) أصبح الأفضل بلا منازع، مما ساعد النادي ليصل بقدر الدور قبل النهائي لدوري أبطال أوروبا في 2005-06. في نهاية المطاف، وحصل أيضا على شارة القيادة النادي.في صيف عام 2006، انضم سينا لمانشستر يونايتدانه ترك الفريق في إعارة لمدة سنة واحدة في عقده، وكان فياريال مستعدا لبيعه مقابل رسم قدره حوالي 4000000 £ ومع ذلك، تم وضع اتفاق بشأن عقد بينما تابعت يونايتد أوين هارجريفز، لكنه رفض نادي بايرن ميونيخ لبيع لاعب، عندما عاد يونايتد متابعة محاولة مع سينا في الانتقالات رفض فياريال التقدم بها؛ كان قد أصبح محبط مع التأخير إلى الخطوة المقترحة له وقرر البقاء في فياريال، التوقيع على تمديد لمدة ثلاث سنوات بعد وقت قصير من إغلاق باب الانتقالات.
في 27 نيسان 2008، وسجل سينا هدف من داخل دائرة المنتصف ضد ريال بيتيس الذي اعتبره «أفضل هدف في حياته». [8] [9] هذا الموسم، لاحرزاكثر من ثلاث مرات، في ما مجموعه 33 مباراة، أنهى فياريال في المركز الثاني خلف ريال مدريد حامل اللقب.
بعد ما يقرب من موسمين عاني مع مشاكل جسدية، يبلغ من العمر 35 عاما عاد سينا لياقته الكاملة في 2011-12. في 21 مارس 2012 وسجل من ركلة حرة لهدف التعادل في الدقيقة 83 ضد ريال مدريد (1-1)، ولكن فريقه لم يصمد وهبط في نهاية المطاف بعد إقامة لمدة اثني عشر عاما في مستوى أعلى.
نيو يورك كوزمس
في 13 حزيران 2013، بعد أن قاد فياريال العائد إلى الدرجة الأولى، وقع سينا حديثا لفريق الكرة القدم نيويورك كوزموس لمبلغ لم يكشف عنه. لعب لأول مرة في المباراة الافتتاحية للفريق في 3 آب، بعد فوزه 2-1 على لودرديل فورت، وسجل أول هدف له في 1 سبتمبر في فخ التعادل 1-1 مع مضيفه اف سي ادمونتون.وساعد أيضا على انتصارات في اتحاد أميركا الشمالية، وسجل لعبة الفائز في مباراة نهائي البطولة ضد أتلانتا.
في 13 تشرين الثاني عام 2013، حاز سينا مباراة تكريمية من قبل فياريال،
في 12 مايو 2014 احرز سينا الهدف الأول له هذا الموسم، وسجل هدف الفوز 1-0 على ضيفه بطل الموسم ا مينيسوتا يونايتد، الذي تم الخسارة الوحيدة في المسابقة. جاء هدفه الثاني يوم 9 أغسطس، كما انه في الشوط الثاني من ركلة حرة رائعة تأتي من وراء الفوز 2-1 ساعد النادي على المركز الثالث في الترتيب،
يوم 10 يونيو عام 2015، أعلن سينا انه سيعتزل كلاعب في نهاية الموسم. وكان صاحب المباراة النهائية لكرة القدم في 15 نوفمبر، والذي فاز فريقه 3-2 ضد أوتاوا.
مسيرته الدولية
منح سينا الجنسية الأسبانية في أوائل عام 2006 وكان ضمن تشكيلة منتخب الأسباني لنهائيات كأس العالم لكرة القدم 2006 وكأس الأمم الأوروبية جاءت 2008. أول ظهور له في 1 مارس في مباراة ودية مع كوت ديفوار، لعبت في بلد الوليد.
في الدور ربع النهائي من المسابقة الأخيرة، وسجل سينا من أربع ركلات جزاء اسبانيا، والتي أسفرت عن تتقدم إلى الدور نصف النهائي على حساب إيطاليا، والفوز 4-2 في ركلات الترجيح. لعب كامل مدة النهائي - بعد فوزه 1-0 على ألمانيا - وكان اسمه في تشكيلة الاتحاد الأوروبي لمسابقة.
وجاء أول هدف سينا الدولي ضد أرمينيا في 10 سبتمبر 2008، بعد فوزه 4-0 في التصفيات المؤهلة لنهائيات كأس العالم 2010. في 20 مايو 2010، بعد موسم غير منتظم مع فياريال، مع العديد من المشاكل المادية، وترك اللاعب البالغ من العمر 33 عاما من تشكيلة من 23 لاعبا اسبانيا النهائي، مع سيرجيو بوسكيتس لنادي برشلونة ليبدأ في مكانه كما ذهب المنتخب الوطني على ل الفوز بكأس العالم لكرة القدم في جنوب أفريقيا.

## روابط خارجية
- ماركوس سينا على موقع الاتحاد الدولي (مؤرشف)  (الإنجليزية)
- ماركوس سينا على موقع الاتحاد الأوربي (الإنجليزية)
- ماركوس سينا على موقع إي إس بي إن إف سي (الإنجليزية)
- ماركوس سينا على موقع قاعدة بيانات كرة القدم.إي يو (الإنجليزية)
- ماركوس سينا على موقع بيانات كرة القدم. دي إي (الألمانية)
- ماركوس سينا على موقع ناشيونال فوتبول تيمز (الإنجليزية)
- ماركوس سينا على موقع Soccerway.com (الإنجليزية)
- ماركوس سينا على موقع عالم كرة القدم.نت (الإنجليزية)
- ماركوس سينا على موقع كووورة
- ماركوس سينا على موقع AS.com (الإسبانية)